# Усупереч смерті
«Усупереч смерті» (англ. «Hard to Kill») — американський бойовик 1990 року Брюса Малмута зі Стівеном Сіґалом. Американська асоціація кінокомпаній надала фільму рейтинг «R».
Збори в США склали $47 410 827. Прем'єра фільму відбулася 9 лютого 1990 року.

## Сюжет
Корумпований каліфорнійський політик і його найманці застрелили лос-анджелеського детектива Мезона Сторма (Стівен Сіґал). Вони вважали його мертвим. Але ця помилка їм дорого обійдеться. Сторм живе усупереч смерті. Сім років Сторм провів у таємному укритті, де його виводили з коматозного стану. Він прокинувся з єдиною метою: помста. За допомогою відданої доглядальниці він готується до бою. Він удосконалюється в стрільбі, відпрацьовує свої навички у бойових мистецтвах і користується східною медициною, щоб повернути собі сили.

## Творці фільму

### Актори
| Актор             | Ім'я (лат.)         | Персонаж                                 |
| ----------------- | ------------------- | ---------------------------------------- |
| Аль Гото          | Al Goto             | Chinese Clever Man                       |
| Андреа Стейн      | Andrea Stein        | Housewife                                |
| Бадді Джо Гукер   | Buddy Joe Hooker    | Russ                                     |
| Барбара Таунсенд  | Barbara Townsend    | Henrietta Wade                           |
| Берні Бєлавські   | Bernie Bielawski    | Taxi Driver                              |
| Бонні Барроуз     | Bonnie Burroughs    | Felicia Storm                            |
| Бренскомб Річмонд | Branscombe Richmond | Max Quentero                             |
| Джастін Де Роза   | Justin De Rosa      | Mikey                                    |
| Джеймс Ді Стефано | James DiStefano     | Нолан                                    |
| Джеральдо Рівера  | Geraldo Rivera      | Грає самого себе, у титрах не зазначений |
| Джеффрі Бара      | Geoffrey Bara       | Sonny, Age 5                             |
| Джим Кінделон     | Jim Kindelon        | S.W.A.T. Cop                             |
| Дін Норріс        | Dean Norris         | Det. Sgt. Goodhart                       |
| Ендрю Блох        | Andrew Bloch        | Capt. Dan Hulland                        |
| Ерні Браун        | Ernie Lively        | Commander                                |
| Захарі Розенкранц | Zachary Rosencrantz | Sonny Storm                              |
| Івен Джеймс       | Evan James          | Danny                                    |
| Келлі Леброк      | Kelly LeBrock       | Andy Stewart                             |
| Кент Туніпсід     | Kent Turnipseed     | Hans                                     |
| Кетрін Квінн      | Catherine Quinn     | Amtrak Lady                              |
| Крейг Данн        | Craig Dunn          | Punk                                     |
| Крістіан Даффі    | Christian Duffy     | Joe Bear                                 |
| Лу Бітті мол.     | Lou Beatty Jr.      | Carl Becker                              |
| Майкл Адлер       | Michael Adler       | Desk Clerk                               |
| Майкл Фосберг     | Michael Fosberg     | Team Leader Doctor                       |
| Нік Діморо        | Nick DeMauro        | Calabrese                                |
| Нік Корелло       | Nick Corello        | James Valero                             |
| Річард Вакаса     | Richard Wakasa      | Asian Driver                             |
| Роберт Ласардо    | Robert LaSardo      | Punk                                     |
| Стівен Сіґал      | Steven Seagal       | Мейсон Сторм                             |
| Том Мазила        | Tom Muzila          | Muzila                                   |
| Томас Тружильо    | Tomas Trujillo      | Shotgun Punk                             |
| Вільям Седлер     | William Sadler      | Senator Vernon Trent                     |
| Філіп Вейланд     | Philip Weyland      | Dr. Weyland                              |
| Франческа Робертс | Francesca Roberts   | Martha Coe                               |
| Фредерік Соффін   | Frederick Coffin    | Lt. Kevin O'Malley                       |
| Френк Г. Конн     | Frank H. Conn       | Van Driver                               |
| Харуо Матсуока    | Haruo Matsuoka      | Punk                                     |
| Чарлз Босвелл     | Charles Boswell     | Jack Axel                                |
| Шарі Хуеффмеір    | Shari Hueffmeir     | Шері                                     |

### Продюсери
| Продюсер          | Ім'я (лат.)        |
| ----------------- | ------------------ |
| Білл Тодман мол.  | Bill Todman Jr.    |
| Гарі Едельсон     | Gary Adelson       |
| Джоель Саймон     | Joel Simon         |
| Джонатан Шейнберг | Jonathan Sheinberg |
| Лі Річ            | Lee Rich           |
| Майкл І. Рахміл   | Michael I. Rachmil |
| Стівен Маккей     | Steven McKay       |

### Сценаристи
| Сценарист     | Ім'я (лат.)  |
| ------------- | ------------ |
| Стівен Маккей | Steven McKay |

### Оператори
| Оператор           | Ім'я (лат.)         |
| ------------------ | ------------------- |
| Меттью Ф. Леонетті | Matthew F. Leonetti |

### Композитори
| Композитор        | Ім'я (лат.)         |
| ----------------- | ------------------- |
| Девід Майкл Френк | David Michael Frank |